# Alexandra Schneider
Alexandra Schneider (Erfurt, Alemanya, 1977) és una tiradora alemanya que va competir als Jocs Olímpics d'Estiu de 2000 a Sydney